# Piotr Lavrov
Piotr Lávrovich Lavrov (en ruso: Пётр Лаврович Лавров; alias - Миртов, o Mírtov) (2 de junio de 1823-25 de enero de 1900) fue un matemático, sociólogo, escritor y político ruso, integrante y uno de los principales teóricos del movimiento naródnik. 
Nació en Mélejovo, en la gobernación de Pskov, Imperio ruso. Entró a la academia militar y se graduó en 1842 como oficial del ejército. Estudió ciencias naturales, historia, lógica, filosofía y psicología. Fue profesor de matemática durante dos décadas. En 1862 se unió al movimiento revolucionario. En 1866 fue condenado de traición por el régimen zarista y exiliado en Vólogda (Montes Urales), escapando a Europa Occidental en 1870.

## Infancia y juventud
Nació en el seno de una familia acomodada y terrateniente a la que pertenecía el pueblo de Mélejovo. La amplia finca familiar y el resto de terrenos que les pertenecían contaba con más de trescientos siervos. Su padre era un estricto coronel de artillería retirado dedicado al arte y la horticultura, típico representante de la casta administrativa y castrense del zarismo de la época, a la que también había pertenecido el abuelo paterno de Lavrov con ciertos toques de influencia occidental. No era, sin embargo, hombre religioso, a pesar de mantener las costumbres religiosas. En ciertos aspectos, Lavrov fue una evolución de su padre: se alejó más aún del ambiente militar y de la religión y acentuó las influencias europeas. Su madre, Elizaveta Kárlovna Handwig, era hija de un sueco rusificado y tenía antepasados alemanes. Era mucho más religiosa que su marido. Su padre, severo patriarca de la familia, no logró inculcar en su hijo su lealtad al sistema zarista, aunque sí ciertos valores aristocráticos idealizados como el honor, el deber o el servicio, que más tarde este emplearía en la causa revolucionaria. Su madre, a la que Lavrov siempre estuvo muy unido, le ayudó a aprender alemán.

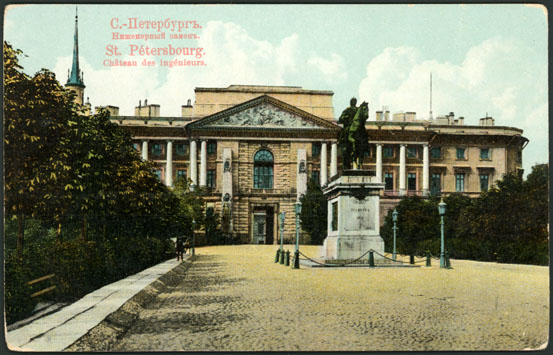
La Escuela de Artillería Mijáilovski, donde Lavrov estudió siguiendo la tradición militar familiar.

Niño enfermizo y débil, imaginativo, casero y dado al estudio, mostró desde temprana edad gran interés por las matemáticas e inclinación por el pensamiento abstracto. Obediente y buen estudiante, aprendió en esta edad alemán, francés y algo de inglés además de ruso; la pasión por la literatura extranjera que adquirió en esta época la mantuvo el resto de su vida.
En febrero de 1838, con catorce años, abandonó la casa familiar e ingresó en la elitista Escuela de Artillería Mijáilovski de la capital, donde ascendió en los años siguiente hasta graduarse en 1842. Una vez graduado ingresó formalmente en el cuerpo de artillería pero, con escasa actitud para el servicio activo, continuó en la escuela como tutor de ciencias. Su erudición le granjeó el ascenso a segundo teniente en septiembre de 1843 y el junio del año siguiente comenzó a ascender en el escalafón académico de la institución como profesor de matemáticas. Carente de sueldo, dependía económicamente de su padre.

## Etapa como profesor
En 1847 contrajo matrimonio con la bella viuda Antonina Jristiánova Loveiko; el casamiento, rechazado por su padre, lo llevó a pasar apuros económicos y a dedicarse a impartir clases particulares en los internados para la nobleza rural para complementar su escaso salario. El matrimonio pronto tuvo varios hijos que sustentar ya que los primeros de los cuatro hijos de la pareja (Mijaíl, Elizaveta, María y Serguéi), nacieron en 1848 y 1849.
Durante estos años de finales de la década de 1840 y 1850, no participaba en los grupos de intelectuales críticos con la monarquía. Aunque compartía con ellos su idealismo, por entonces se hallaba complemente enfrascado en la enseñanza y dedicado a su joven familia. Por entonces sus alumnos le apodaban el «perro rojo» por su ralo cabello de ese color, que se unía a una gran altura y extrema miopía.
En 1852, con la muerte primero de su padre y más tarde de su hermano mayor, se convirtió en el cabeza de familia y su madre y hermana se trasladaron a vivir a una casa anexa a la suya en la capital. La muerte paterna supuso por fin el que lograse la independencia económica y el fin de la tiranía de su padre.
La efervescencia política de mediados de la década, centrada en la polémica sobre la emancipación de los siervos, alcanzó a Lavrov, que por entonces sostenía un reformismo moderado basado en los ideales de la Revolución francesa. Su posición era la de un reformista conciliador con el poder zarista, convencido de que lo mejor para el país era la aplicación de reformas administrativas que rechazaba medidas radicales aspectos económicos o sociales.

## Arresto y exilio interior
Recién fallecida su esposa y en medio del cortejo de una joven poco interesada en él, fue arrestado por las autoridades el 21 de abril de 1866. El Gobierno, después de un periodo de cierta tolerancia con la oposición radical, había decidido eliminar a los revolucionarios y a sus simpatizantes. Se lo mantuvo en arresto domiciliario hasta el 25 del mismo mes, cuando se lo trasladó a una prisión militar. Trató de ocultar alguna documentación que se podía considerar comprometedora y solicitar clemencia a uno de los grandes duques considerado liberal, sin éxito. Tras cuatro meses encerrado, se lo juzgó y condenó por su asociación con delincuentes políticos, por participar en una asociación ilegal y por introducir ideas subversivas en sus obras. Expulsado del ejército y de sus cargos como profesor, cinco meses más tarde se lo envió a la pequeña población de Totma, en la gobernación de Vólogda. Su madre, que había tratado en vano de interceder en su favor, decidió acompañarle en el exilio interior. La familia se desintegró y Lavrov solo conservó relaciones con su madre y su hija. Paso seis meses en Totma, en un exilio relativamente cómodo gracias a la relación que mantuvo con otros exiliados. Allí conoció también a Anna Chaplítskaia, que había participado en el movimiento revolucionario polaco y se convirtió en su amante, y a Aleksandr Linev, uno de sus futuros colaboradores. En agosto de 1868, se le permitió trasladarse a la capital provincial. Considerado el preso político más peligroso de la provincia, que reunía en torno a sí a la intelectualidad local, en octubre se lo trasladó a Kádnikov, donde era el único exiliado político. Aunque enfermo, continuó escribiendo, fundamentalmente sobre sociología, antropología e historia del pensamiento.
En Francia vivió la mayor parte del tiempo en París, donde se hizo miembro de la Sociedad Antropológica. Se sintió atraído hacia las ideas socialistas, aunque en un inicio no se hacía idea de cómo aplicarlas en Rusia Mientras estuvo en París, se involucró en la causa socialista. Fue influyente en los círculos exiliados rusos, en especial por sus escritos llamados Cartas Históricas publicadas entre 1868 y 1869 con el seudónimo de "Mírtov". Participó en 1870 de la sección parisina de la Primera Internacional. Integró el ala moderada del Partido Socialista Revolucionario ruso. También estuvo presente en los inicios de la Comuna de París, viajando enseguida al exterior para conseguir apoyo internacional para la causa.
Lavrov llegó a Zürich en noviembre de 1872, y rivalizó con Mijaíl Bakunin en el grupo de exiliados rusos. Lavrov tendía más al reformismo que a proponer una revolución social. Se opuso a la ideología conspirativa de Piotr Tkachov y otros por el estilo. Lavrov creía que mientras no sería difícil dar un golpe de Estado en Rusia, la creación de una sociedad socialista necesitaba la participación de las masas. Fundó el periódico Vperiod! (¡Adelante!) en 1872, y su primer número apareció en agosto de 1873. Lavrov dio a conocer sus análisis sociohistóricos sobre la situación en Rusia.

### Ideología revolucionaria
Según Lavrov, el modo de producción burgués llevaba la semilla de su propia destrucción. “Lavrov comenzó su carrera revolucionaria asumiendo el hecho de que el futuro pertenecía al socialismo científico de Europa Occidental, ya que había sido creado desde las condiciones materiales de la civilización europea.” Lavrov reconocía que el desarrollo histórico de Rusia era significativamente diferente de Europa occidental, aunque pensaba que Rusia podía unirse al gran movimiento socialista europeo.
El análisis de Lavrov sobre el desarrollo histórico ruso, llegaba a la conclusión de que la peculiaridad esencial de Rusia consistía en el hecho de que no habían experimentado el feudalismo y todo su desarrollo. Rusia había quedado aislada de la evolución europea por causa de la invasión y conquista de los mongoles en el siglo XIII. En 1870 Lavrov publicó una comparación estadística de los niveles de desarrollo económicos, políticos y sociales de algunas naciones europeas con Rusia, evidenciando el retraso y la condición de pobreza de Rusia.
Uno de sus contemporáneos, Gueorgui Plejánov, creía que la revolución socialista solo vendría con el desarrollo de un partido revolucionario de los obreros. En otras palabras, creía que Rusia debería esperar a pasar el mismo desarrollo histórico experimentado por Occidente. Lavrov rechazó este punto de vista, creyendo posible realizar un socialismo a partir de las condiciones históricas particulares de Rusia. Casi el 90 % de la población eran campesinos, y además poseía una intelectualidad muy peculiar. Lavrov creía que la población rural debía ser integrada a la revolución, y deba un rol importante a la intelectualidad, como el único sector de la sociedad capaz de prepara a Rusia para una revolución social mundial. Ella tendría la tarea de compensar las carencias del desarrollo histórico ruso, organizando al pueblo, enseñándole el socialismo científico, y finalmente, preparándole para alzarse en armas junto al pueblo cuando llegase el momento.